# Садир
Сади́р (каз. Садыр) — село у складі Панфіловського району Жетисуської області Казахстану. Входить до складу Сарибельського сільського округу.
У радянські часи існувало два села: Садир та Сакніюз.
Населення — 845 осіб (2021; 964 у 2009, 881 у 1999, 781 у 1989).